# Ayanda Dlodlo
Ayanda Dlodlo, née le 22 mai 1963 à Soweto, est une femme politique sud-africaine, membre du Congrès national africain (ANC) et membre du parlement.
Elle est ministre des Services publics et de l'Administration de 2018 à 2019, et depuis 2021 après avoir été ministre de la Sécurité d'État de 2019 à 2021.

## Biographie
Elle est née à Soweto en 1963, fille d'un enseignant et d'une infirmière. Les parents de Ayanda Dlodlo emménagent au Swaziland pour échapper à l'apartheid. Le couple se sépare finalement. Avec sa mère, elle revient vivre en Afrique du Sud à Johannesbourg. À dix-sept ans, elle rejoint Umkhonto we Sizwe (MK), le groupe armé du congrès national africain (ANC), et part en Angola en 1980 pour suivre un entraînement militaire qu'elle complète par une formation au renseignement militaire en Union des républiques socialistes soviétiques (URSS). Elle est envoyée au Royaume-Uni pour suivre des études de gestion de la marine et des transports maritimes. 
Elle revient en Afrique du Sud en 1994 et travaille chez Portnet, puis à la SA National Ports Authority, à la SA Freight Rail Company, et à des missions spéciales pour les autorités portuaires de New York et du New Jersey, ainsi que pour les ports britanniques associés. Elle est directrice de nombreuses sociétés, dont Rosschef Africa, The Wired Cloud et Women in Energy.
Parallèlement, elle est chef du département de la sûreté et de la sécurité de la province du Gauteng et dirige les opérations stratégiques à la direction des opérations spéciales de l'unité d'élite des Scorpions. En 2006, elle est accusée d'avoir détournée 80 700 rands  de fonds secrets destinés aux Scorpions mais faute de preuve, les accusations sont abandonnées. 
En 2007, Dlodlo est secrétaire général de l'association des anciens combattants militaires de uMkhonto We sizwe. Elle soutient la candidature du vice-président de l'ANC, Jacob Zuma, à la présidence du parti lors de la conférence de Polokwane. 
Lors des élections sud-africaines de 2009, elle est devenue membre du parlement sur la liste de l'ANC. 
Conseillère parlementaire de Jacob Zuma, elle est nommée vice-ministre de la Fonction publique et de l'Administration le 1er novembre 2010 fonction qu'elle occupe de nouveau dans le second gouvernement Zuma, du 26 mai 2014 au 30 mars 2017 avant de d'exercer les fonctions de ministre des Communications du 30 mars au 17 octobre 2017. 
Lors d'un remaniement, elle est nommée ministre de l'Intérieur le 17 octobre 2017, fonction qu'elle conserve jusqu'au 26 février 2018. Dans le premier cabinet de Cyril Ramaphosa, elle est ministre des Services publics et de l'Administration et le 29 mai 2019, elle est nommée ministre de la Sécurité d'État dans le second gouvernement Ramaphosa.
En 2019, Ayanda Dlodlo, a été reconnue coupable d'avoir enfreint le code de déontologie du parlement pour avoir omis de divulguer un voyage à Dubaï en 2015, où elle a séjourné dans un luxueux hôtel appartenant à la famille Gupta, une puissante famille d’hommes d’affaires d’origine indienne, soupçonnée d’ingérence, de «capture de l’Etat» et dont la chute a provoqué celle de Jacob Zuma,.